# Biyang
Biyang (I, I-hsien, Xiangyang, Yixian), grad u Kini u provinciji Anhui. 15,502 stanovnika. Središte okruga Yi i pod jurisdikcijom grada Huángshān.
Nalazi se na 29° 55″ 48″ N širine i 117° 56″ 18″ E dužine i na nadmorskoj visini od 154 metra (508 stopa).